# Natsuko Kuwatani
Natsuko Kuwatani (桑谷 夏子?, Kuwatani Natsuko; Tokyo, 8 agosto 1978) è una doppiatrice giapponese.
Lavora per la I'm Enterprise dal 1º marzo 2008.

## Ruoli

### Animazione
1998
- Le situazioni di Lui & Lei (varie ragazze)

2001
- Kokoro Library (coniglio)
- Sister Princess (Karen)
- Najica Blitz Tactics (Kirala Mitsuboshi)

2002
- Kiddy Grade (Tweedledee)
- Get Backers (Himiko Kudo)

2003
- Chrono Crusade (Fiore)
- Scrapped Princess (Fafaru)
- The World of Narue (Rei Otonashi)
- Mermaid Melody - Principesse sirene (varie alunne)
- Last Exile (Alister Agrew)
- D.C. ~Da Capo~ (Izumiko Murasaki)

2004
- Girls Bravo (Lilica Stacy)
- Viewtiful Joe (Silvia)
- Futakoi (Koi Chigusa)
- Mahō shōjo Lyrical Nanoha (Arf)
- Inuyasha (Shima)
- Rozen Maiden (Suiseiseki)

2005
- Negima (Yue Ayase)
- He Is My Master (Alicia)
- SoltyRei (Kasha Maverick)
- Transformers: Cybertron (Chromia)
- Futakoi Alternative (Koi Chigusa)

2006
- Keroro (Chiroro)
- Strawberry Panic! (Yaya Nanto)
- La malinconia di Haruhi Suzumiya (Ryōko Asakura)
- Negima!?(Yue Ayase)
- Host Club - Amore in affitto (Kanako Kasugazaki)
- Shonen Onmyouji (Tenkō)

2007
- My Bride is a Mermaid (Maki)
- Mahō shōjo Lyrical Nanoha StrikerS (Lutecia, Auris Gaiz, Sette, Arf)
- Hell Girl (Kiyo)
- Sketchbook (Himuro Fuu)

2008
- Special A (Sakura Ushikubo)
- Negima Shiroki Tsubasa Ala Alba (Yue Ayase)

2009
- Saki (Satomi Kanbara)
- Negima Mo Hitotsu no Sekai (Yue Ayase)
- KIDDY GiRL-AND (Tweedledee)

2010
- Suzumiya Haruhi no shōshitsu (Ryōko Asakura)
- Hidamari sketch (Kuwahara)

2011
- Mirai Nikki (Ai/Settima)

### OAV e videogiochi
- Love Hina (Kanako Urashima)
- Devil Kings (Kasuga)
- La Pucelle: Tactics (Eclair, Dark Eclair)
- Fire Emblem: Radiant Dawn (Micaiah)
- Fire Emblem Heroes (Tethys, Micaiah)
- Fire Emblem: Engage (Micaiah)
- Persona 4 (Sayoko Uehara)
- Super Robot Wars OG Saga: Endless Frontier (Dorothy Mistral, Henne Valkyria)
- Trigger Heart Exelica Enhanced (Faintear Imitate)
- Memories Off 5 The Unfinished Film (Kazuki Mishima)
- Memories Off 5 the Animation (Kazuki Mishima)
- Umineko When They Cry (Furudo Erika)